# جورج ماكدونالد ساكو
جورج ماكدونالد ساكو (بالإنجليزية: George MacDonald Sacko)‏ هو لاعب كرة قدم ليبيري في مركز الهجوم، ولد في 19 مايو 1936 في ليبيريا، وتوفي في 17 سبتمبر 2011 في نيوآرك في الولايات المتحدة.